# Schloss Gomaringen

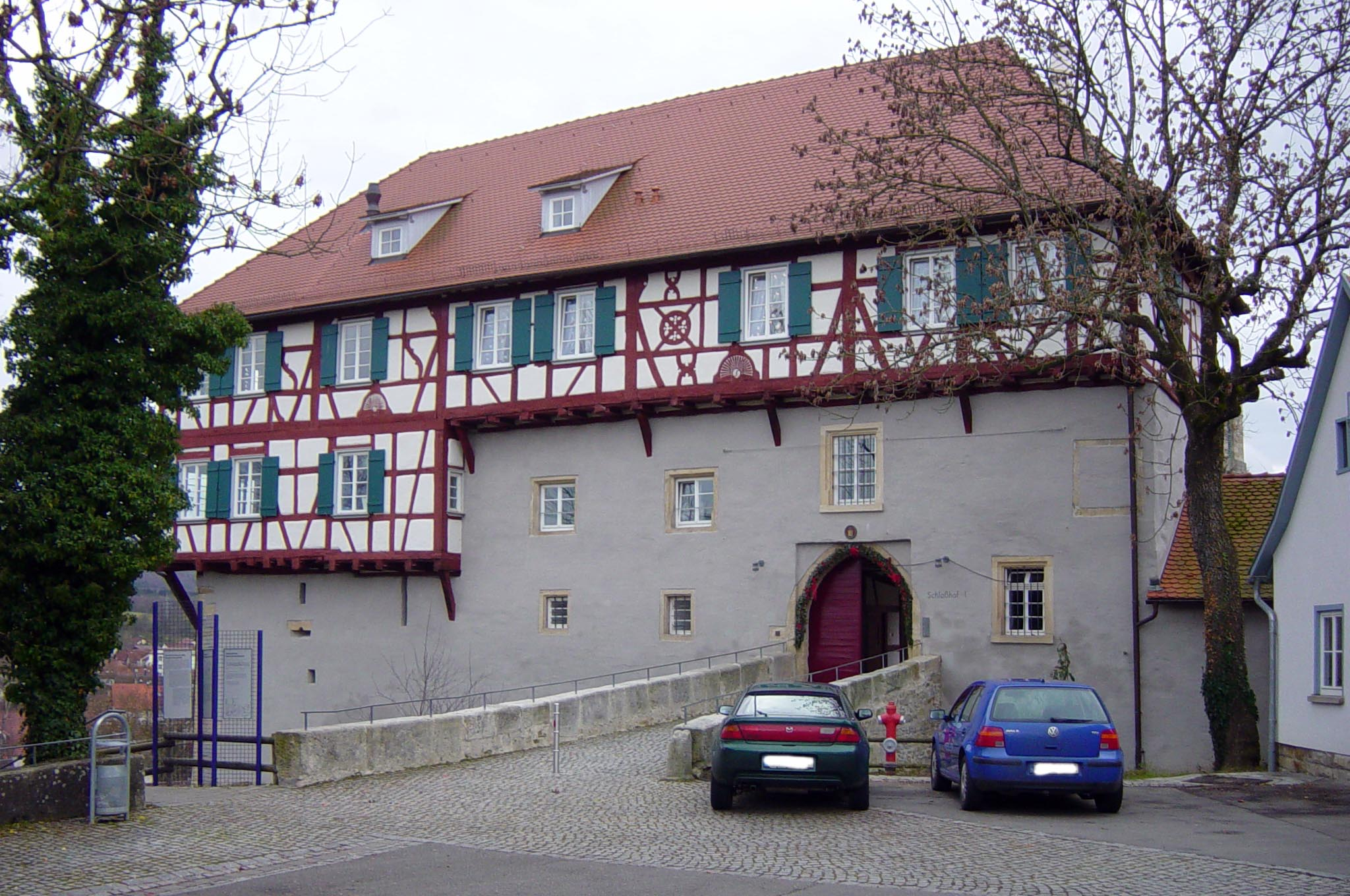
Schloss Gomaringen (2007)

Das Schloss Gomaringen war ursprünglich ein Niederadelssitz und später Pfarrhaus der evangelischen Pastoren von Gomaringen, darunter Johann Ulrich Schwindrazheim (* 1736; † 1813) und von 1837 bis 1841 Gustav Schwab.

## Baugeschichte und Nutzung

### Mittelalter
Die Buckelquader-Ringmauer und der nur noch in seinen Grundmauern erhaltene Bergfried des ehemaligen stauferzeitlichen Niederadelssitzes stammen aus dem frühen 13. Jahrhundert. Die niederadelige Familie derer von Gomaringen, die im Dienst der Grafen von Achalm sowie der Pfalzgrafen von Tübingen stand, baute und bewohnte diese Burg.
Das dreigeschossige Fachwerkgebäude in der Südostecke der Ringmauer mit einer weiten Vorkragung über die Mauerkrone stammt laut dendrochronologischer Datierung von 1307. Eine heizbare Eckstube und eine teppichartige Rankenmalerei mit Papageien aus der Mitte des 14. Jahrhunderts in einer der Fensternischen belegen den gehobenen Wohnkomfort.

### Spätmittelalter und Renaissance
Um 1500 wurde der Südflügel des Schlosses als Amtssitz der Reutlinger Vögte ausgebaut. Der Brunnenstock im Schlosshof wurde 1548 im Auftrag von Vogt Michael Klewer durch den Steinmetz Hans Huber aus Reutlingen im Renaissancestil errichtet.
1590 ließ Vogt Nikolaus Staud den Ostflügel errichten und den mittelalterlichen Teil des Südflügels umgestalten und aufstocken. Der Ostflügel wurde als dreigeschossiges Fachwerkgebäude mit Mittelstützen, die über zwei Geschosse reichen, zwischen dem Bergfried und der mittelalterlichen Wehrmauer eingefügt. Die Ostfassade wurde durch Zierfachwerk geschmückt.

### Nachkriegszeit des Dreißigjährigen Krieges
Nach dem Dreißigjährigen Krieg verkaufte die Reichsstadt Reutlingen die Herrschaft Gomaringen an Württemberg und Vögte des Herzogs von Württemberg bewohnten das Schloss. Im Rahmen eines kleineren Umbaus wurde 1661 ein Keller unter dem hochmittelalterlichen Teil des Südflügels abgetieft. Das Steinmaterial des 1697 abgetragenen Bergfrieds wurde zum Bau von Wirtschaftsgebäuden im Vorhof verwendet.
Von 1708 bis 1712 besaß Christiane von Grävenitz, die Mätresse Herzog Eberhard Ludwigs von Württemberg, das Schloss, ließ jedoch keine Umbauten durchführen. Erst von 1731 bis 1739 wurde das Fachwerk der beiden Hoffassaden des Schlosses über dem massiven Erdgeschoss komplett erneuert sowie die Außentreppe in ihrer heutigen Form errichtet. Im westlichen Teil des Südflügels wurde ein Saal im zweiten Obergeschoss eingebaut, dessen Decke an einer ungewöhnlichen Konstruktion im Dachstuhl aufgehängt war. Mit der darauf folgenden Errichtung eines Walmdachs war im Wesentlichen die heutige Außenerscheinung erreicht.

### 19. Jahrhundert
Die Gemeinde kaufte 1812 das Schloss und wollte es eigentlich als Schule und Rathaus nutzen. Stattdessen wurde es aber ab 1813 für 180 Jahre als Pfarrhaus von Gomaringen genutzt. Prominentester Amtsinhaber war zwischen 1837 und 1841 der Ortspfarrer und Dichter Gustav Schwab, der in Gomaringen seine wichtigsten Bücher schrieb. In dieser Zeit entstand das Geisterstiegle als kürzester Weg zur Kirche.

### 20. und 21. Jahrhundert
Seit 1998 wird in dem Gebäude das Schloss- und Gustav-Schwab-Museum von den Mitgliedern des Gomaringer Geschichts- und Altertumsvereins betrieben.

## Bekannte Bewohner
- Peter von Gomaringen war 1393–1412 Abt im Kloster Bebenhausen, dem Hauskloster der Pfalzgrafen von Tübingen.
- Johann Ulrich Schwindrazheim war der Verfasser der von Friedrich Schiller gerühmten Kasualgedichte eines Wirtembergers.[1]
- Gustav Schwab (* 19. Juni 1792 in Stuttgart; † 4. November 1850 ebenda) war ein deutscher Pfarrer, Gymnasialprofessor und Schriftsteller, der zur Schwäbischen Dichterschule gerechnet wird.